# 新殭屍先生2
《新殭屍先生2》，是2018年香港殭屍片。2018年1月5日在爱奇艺播出。

## 剧情
茅山正宗傳人豪哥和兩個不成器的徒弟共同保衛著青龍鎮，直到同門師妹黃蓉和她的徒弟到來悄然改變這一切。停屍間屍變、趕屍道長遇害和各類毒物突襲等一系列怪事接踵而至，最後才發現原來這都是師妹於暹羅結仇的降頭師所為，而更大的復仇計劃即將來臨。如今茅山後裔嚴陣以待，正邪大戰一觸即發！

## 演员
| 演员   | 角色             | 备注 |
| 錢小豪 | 豪哥             | 茅山正統傳人，秋生文才的師傅，喜歡黃蓉。 |
| 洪源   | 黃蓉             | 茅山正統傳人，是豪哥的師妹，喜歡豪哥，多年前追隨師傅到暹羅，在師傅被降頭師的毒鏢殺死後回到青龍鎮，卻沒想到也把仇恨帶了回來。                                       |
| 徐沅澔 | 秋生             | 豪哥的徒弟，喜歡阿點。 |
| 謝昀杉 | 文才             | 豪哥的徒弟，喜歡阿點。 |
| 曾錡蓮 | 阿點             | 暹羅人，自小無母，父親被降頭師利用所殺，最後被黃蓉收留，具有通靈的天賦，秋生文才的心上人。                                                                         |
| 元寶   | 乃扎倫           | 暹羅人，為了向黃蓉報仇而潛藏在青龍鎮的山洞中，擅長煉蠱，最後被豪哥一行人發現其要害攻擊而死。                                                                       |
| 韓松宇 | 察猜             | 暹羅人，為了向黃蓉師徒報殺父之仇而來到青龍鎮開店，偽裝成一家香火店的老闆；實際上擅長操屍術，以鼓聲使屍體詐屍，甚至在屍體內下蠱為其所用，最後在鬥法中輸給豪哥而死。 |
| 閻嘯   | 彪哥             | 青龍鎮捕頭。 |
| 劉邦   | 狗仔             | 彪哥的隨從。 |
| 錢門超 | 巡捕乙           | 彪哥的隨從。 |
| 丁瑤   | 蛇妖女           | 蛇妖所化，藉著窈窕身姿吸取男子的精氣，最後被豪哥消滅。 |
| 田希平 | 周員外           | 青龍鎮鎮民，因兒子被蛇妖所困而求助豪哥。 |
| 孫濤   | 周公子           | 周員外之子， 被蛇妖魅惑而差點丟了性命。 |
| 李向陽 | 老邱             | 義莊的持有人，因義莊內的屍體頻頻發生詐屍而求助豪哥。 |
| 姬摯   | 神秘人           | |
| 蘇正付 | 趕屍道長         | 老邱請來的趕屍人，但途中遭降頭師暗算而死，屍體也被其利用作亂，最後被豪哥擊敗燒死。                                                                                 |
| 郭力   | 黃蓉及豪哥的師傅 | 茅山正統傳人，多年前雲遊到暹羅降妖除魔時被降頭師暗算，利用阿點的父親襲擊，而後趁其不備而用毒鏢殺死。                                                               |
| 劉震   | 藥店老闆         | |
| 馬紅軍 | 阿點父           | 阿點的父親，是個為人忠厚老實的生意人，但也因此遭到同業眼紅，私下雇了降頭師暗算他，對他下了妖降，雖然最後被豪哥和黃蓉的師傅趕出來，但已回天乏術。                   |
| 李靖   | 察猜父           | 被阿點父親的對手雇來毒害阿點的父親，最後雖然成功殺死對方但也被黃蓉殺死。                                                                                           |
| 劉仕偉 | 郵差             | |
| 王東浩 | 母夜叉           | |
| 李數政 | 巡捕             | |